# Copa São Paulo de Futebol Júnior de 1994
A Copa São Paulo de Futebol Júnior de 1994 foi a 25ª edição da competição. A famosa "copinha" é a maior competição de juniores do Brasil, e é disputada por clubes de todo o país. Ministrada em conjunto pela Federação Paulista de Futebol e a Secretaria Municipal de Esportes, foi disputada entre os dias 7 e 25 de Janeiro. O campeão nesta oportunidade, foi o Guarani, conquistando a taça pela primeira vez. A final, foi decidida contra o São Paulo. No tempo normal da final, o jogo terminou 1 a 1. Após novo empate, sem gols, na prorrogação, o jogo foi para os pênaltis, onde o bugre de Campinas, acabou vencendo o tricolor por 3 a 0.
Nesta edição, tivemos duas equipes estrangeiras no torneio: o Cerro Porteño, do Paraguai, e o Nagoya Grampus, do Japão.

## Regulamento
A Competição será disputada em 5 fases: primeira fase, segunda-fase, quartas-de-final, semifinal e final. Participaram da primeira fase um total de 32 clubes, divididos em 8 grupos, portanto de A a H.
Na  primeira fase, os clubes jogaram entre si, dentro do grupo em turno único, classificando-se para a 2ª fase, os dois melhores clubes que obtiveram o maior número de pontos ganhos nos respectivos grupos.
Na  segunda fase, os clubes foram divididos em 4 grupos com 4 equipes cada. Estes, jogaram entre si, dentro do grupo em turno único, classificando-se para as quartas-de-final, os dois melhores clubes que obtiveram o maior número de pontos ganhos nos respectivos grupos.
Ao término da primeira fase e da segunda fase, em eventual igualdade de pontos ganhos entre dois ou mais clubes, aplicou-se, sucessivamente, os seguintes critérios:
- Confronto direto (somente no empate entre dois clubes)
- Maior saldo de gols
- Maior número de vitórias
- Maior número de gols marcados
- Sorteio

## Equipes participantes
Estas são as 32 equipes que participaram desta edição:
| Estado            | Equipe                |                   | Estado/País       | Equipe |
| ----------------- | --------------------- | ----------------- | ----------------- | ------ |
| Bahia             | EC Bahia              | Rio Grande do Sul | SC Internacional  |        |
| Bahia             | EC Vitória            | Rio Grande do Sul | EC Juventude      |        |
| Goiás             | Atlético C Goianiense | Santa Catarina    | Criciúma EC       |        |
| Minas Gerais      | C Atlético Mineiro    | São Paulo         | SC Corinthians P  |        |
| Minas Gerais      | Cruzeiro EC           | São Paulo         | EC Corinthians-PP |        |
| Paraná            | Londrina EC           | São Paulo         | A Ferroviária E   |        |
| Paraná            | SE Matsubara          | São Paulo         | Guarani FC        |        |
| Pernambuco        | Santa Cruz FC         | São Paulo         | CA Juventus       |        |
| Pernambuco        | Sport CR              | São Paulo         | Mirassol FC       |        |
| Rio de Janeiro    | Botafogo FR           | São Paulo         | Nacional AC       |        |
| Rio de Janeiro    | CR Flamengo           | São Paulo         | SE Palmeiras      |        |
| Rio de Janeiro    | Fluminense FC         | São Paulo         | A Portuguesa D    |        |
| Rio de Janeiro    | CR Vasco da Gama      | São Paulo         | Santos FC         |        |
| Rio de Janeiro    | Volta Redonda FC      | São Paulo         | São Paulo FC      |        |
| Rio Grande do Sul | SER Caxias S          | Japão             | Nagoya Grampus E  |        |
| Rio Grande do Sul | Grêmio FPA            | Paraguai          | C Cerro Porteño   |        |

## Primeira fase

### Grupo A
| Time          | Pts | J | V | E | D | GP | GS | SG  |
| ------------- | --- | - | - | - | - | -- | -- | --- |
| São Paulo     | 6   | 3 | 3 | 0 | 0 | 13 | 0  | +13 |
| Londrina      | 4   | 3 | 2 | 0 | 1 | 8  | 3  | +5  |
| Cerro Porteño | 2   | 3 | 1 | 0 | 2 | 3  | 8  | -5  |
| Volta Redonda | 0   | 3 | 0 | 0 | 3 | 1  | 14 | -12 |

| 7 de janeiro | São Paulo | 4 – 0 | Cerro Porteño | CFA São Paulo, Cotia |
| 14h          |           |       |               |                      |

| 8 de janeiro | Londrina | 5 – 0 | Volta Redonda | CFA Cotia |
| 14h          |          |       |               |           |

| 10 de janeiro | São Paulo | 7 – 0 | Volta Redonda | CFA Cotia |
| 09h           |           |       |               |           |

| 10 de janeiro | Cerro Porteño | 1 – 3 | Londrina | CFA Cotia |
| 11h           |               |       |          |           |

| 12 de janeiro | São Paulo | 2 – 0 | Londrina | CFA Cotia |
| 10h           |           |       |          |           |

| 12 de janeiro | Volta Redonda | 1 – 2 | Cerro Porteño | CFA Cotia |
| 12h           |               |       |               |           |

### Grupo B
| Time           | Pts | J | V | E | D | GP | GS | SG |
| -------------- | --- | - | - | - | - | -- | -- | -- |
| Flamengo       | 4   | 3 | 2 | 0 | 1 | 8  | 3  | +5 |
| Guarani        | 4   | 3 | 2 | 0 | 1 | 5  | 1  | +4 |
| Nagoya Grampus | 2   | 3 | 1 | 0 | 2 | 6  | 13 | -7 |
| EC Corinthians | 2   | 3 | 1 | 0 | 2 | 4  | 6  | -2 |

| 8 de janeiro | Flamengo | 0 – 1 | EC Corinthians | Prudentão |
| 17h          |          |       |                |           |

| 8 de janeiro | Guarani | 3 – 0 | Nagoya Grampus | Prudentão |
| 19h          |         |       |                |           |

| 10 de janeiro | Flamengo | 7 – 2 | Nagoya Grampus | Prudentão |
| 14h           |          |       |                |           |

| 10 de janeiro | EC Corinthians | 0 – 2 | Guarani | Prudentão |
| 16h           |                |       |         |           |

| 12 de janeiro | Flamengo | 1 – 0 | Guarani | Prudentão |
| 17h           |          |       |         |           |

| 12 de janeiro | Nagoya Grampus | 4 – 3 | EC Corinthians | Prudentão |
| 19h           |                |       |                |           |

### Grupo C
| Time       | Pts | J | V | E | D | GP | GS | SG |
| ---------- | --- | - | - | - | - | -- | -- | -- |
| Palmeiras  | 5   | 3 | 2 | 1 | 0 | 3  | 1  | +2 |
| Caxias     | 4   | 3 | 1 | 2 | 0 | 4  | 3  | +1 |
| Criciúma   | 2   | 3 | 1 | 0 | 2 | 2  | 3  | -1 |
| Santa Cruz | 1   | 3 | 0 | 1 | 2 | 1  | 3  | -2 |

| 8 de janeiro | Palmeiras | 1 – 0 | Criciúma | Palestra Itália |
| 15h          |           |       |          |                 |

| 8 de janeiro | Santa Cruz | 1 – 1 | Caxias | Palestra Itália |
| 17h          |            |       |        |                 |

| 10 de janeiro | Palmeiras | 1 – 0 | Santa Cruz | palestra Itália |
| 15h           |           |       |            |                 |

| 10 de janeiro | Caxias | 2 – 1 | Criciúma | palestra Itália |
| 17h           |        |       |          |                 |

| 12 de janeiro | Palmeiras | 1 – 1 | Caxias | Palestra Itália |
| 17h           |           |       |        |                 |

| 12 de janeiro                                                | Criciúma | 1 – 0 | Santa Cruz | Palestra Itália |
| 19h (o jogo foi atrasado por conta chuva e começou ás 19h42) |          |       |            |                 |

### Grupo D
| Time          | Pts | J | V | E | D | GP | GS | SG |
| ------------- | --- | - | - | - | - | -- | -- | -- |
| Sport         | 6   | 3 | 3 | 0 | 0 | 6  | 1  | +5 |
| Internacional | 3   | 3 | 1 | 1 | 1 | 3  | 2  | +1 |
| Botafogo      | 3   | 3 | 1 | 1 | 1 | 3  | 3  | 0  |
| Santos        | 0   | 3 | 0 | 0 | 3 | 2  | 8  | -6 |

| 8 de janeiro | Santos | 1 – 2 | Botafogo | Vila Belmiro |
| 14h          |        |       |          |              |

| 8 de janeiro | Internacional | 0 – 1 | Sport | Nicolau Alayon |
| 16h          |               |       |       |                |

| 10 de janeiro | Santos | 1 – 4 | Sport | Vila Belmiro |
| 09h           |        |       |       |              |

| 10 de janeiro | Botafogo | 1 – 1 | Internacional | Nicolau Alayon |
| 11h           |          |       |               |                |

| 12 de janeiro | Santos | 0 – 2 | Internacional | Vila Belmiro |
| 16h           |        |       |               |              |

| 12 de janeiro | Sport | 1 – 0 | Botafogo | Nicolau Alayon |
| 16h           |       |       |          |                |

### Grupo E
| Time          | Pts | J | V | E | D | GP | GS | SG |
| ------------- | --- | - | - | - | - | -- | -- | -- |
| Bahia         | 5   | 3 | 2 | 1 | 0 | 2  | 0  | +2 |
| Nacional-SP   | 4   | 3 | 2 | 0 | 1 | 8  | 3  | +5 |
| Vasco da Gama | 2   | 3 | 1 | 0 | 2 | 3  | 6  | -3 |
| Ferroviária   | 1   | 3 | 0 | 1 | 2 | 2  | 6  | -4 |

| 8 de janeiro | Nacional-SP | 4 – 1 | Vasco da Gama | Fonte Luminosa |
| 09h          |             |       |               |                |

| 8 de janeiro | Bahia | 0 – 0 | Ferroviária | Fonte Luminosa |
| 11h          |       |       |             |                |

| 10 de janeiro | Nacional-SP | 4 – 1 | Ferroviária | Fonte Luminosa |
| 11h           |             |       |             |                |

| 10 de janeiro | Vasco da Gama | 0 – 1 | Bahia | Fonte Luminosa |
| 13h           |               |       |       |                |

| 12 de janeiro | Nacional-SP | 0 – 1 | Bahia | Fonte Luminosa |
| 09h           |             |       |       |                |

| 12 de janeiro | Ferroviária | 1 – 2 | Vasco da Gama | fonte Luminosa |
| 11h           |             |       |               |                |

### Grupo F
| Time             | Pts | J | V | E | D | GP | GS | SG |
| ---------------- | --- | - | - | - | - | -- | -- | -- |
| Vitória          | 6   | 3 | 3 | 0 | 0 | 5  | 0  | +5 |
| Juventus-SP      | 3   | 3 | 1 | 1 | 1 | 1  | 1  | 0  |
| Atlético Mineiro | 2   | 3 | 1 | 0 | 2 | 2  | 3  | -1 |
| Fluminense       | 1   | 3 | 0 | 1 | 2 | 0  | 4  | -4 |

| 8 de janeiro | Juventus-SP | 1 – 0 | Atlético Mineiro | Javari |
| 14h          |             |       |                  |        |

| 8 de janeiro | Vitória | 2 – 0 | Fluminense | Javari |
| 16h          |         |       |            |        |

| 10 de janeiro | Juventus-SP | 0 – 0 | Fluminense | Javari |
| 14h           |             |       |            |        |

| 10 de janeiro | Atlético Mineiro | 0 – 2 | Vitória | Javari |
| 16h           |                  |       |         |        |

| 12 de janeiro | Juventus-SP | 0 – 1 | Vitória | Javari |
| 11h           |             |       |         |        |

| 12 de janeiro | Fluminense | 0 – 2 | Atlético Mineiro | Javari |
| 13h           |            |       |                  |        |

### Grupo G
| Time                | Pts | J | V | E | D | GP | GS | SG |
| ------------------- | --- | - | - | - | - | -- | -- | -- |
| Juventude           | 6   | 3 | 3 | 0 | 0 | 6  | 3  | +3 |
| Corinthians         | 3   | 3 | 1 | 1 | 1 | 3  | 3  | 0  |
| Atlético Goianiense | 2   | 3 | 1 | 0 | 2 | 5  | 5  | 0  |
| Cruzeiro            | 1   | 3 | 0 | 1 | 2 | 0  | 3  | -3 |

| 8 de janeiro | Corinthians | 2 – 1 | Atlético Goianiense | Arena Corinthans |
| 18h          |             |       |                     |                  |

| 8 de janeiro | Cruzeiro | 0 – 1 | Juventude | Bruno José Daniel |
| 19h15        |          |       |           |                   |

| 10 de janeiro | Corinthians | 0 – 0 | Cruzeiro | Arena Corinthans |
| 18h30         |             |       |          |                  |

| 10 de janeiro | Juventude | 3 – 2 | Atlético Goianiense | Bruno José Daniel |
| 19h30         |           |       |                     |                   |

| 12 de janeiro | Corinthians | 1 – 2 | Juventude | Arena Corinthans |
| 18h30         |             |       |           |                  |

| 12 de janeiro | Atlético Goianiense | 2 – 0 | Cruzeiro | Bruno José Daniel |
| 20h30         |                     |       |          |                   |

### Grupo H
| Time       | Pts | J | V | E | D | GP | GS | SG |
| ---------- | --- | - | - | - | - | -- | -- | -- |
| Grêmio     | 4   | 3 | 2 | 0 | 1 | 6  | 4  | +2 |
| Portuguesa | 4   | 3 | 2 | 0 | 1 | 6  | 4  | +2 |
| Mirassol   | 3   | 3 | 1 | 1 | 1 | 4  | 5  | -1 |
| Matsubara  | 1   | 3 | 0 | 1 | 2 | 3  | 6  | -3 |

| 8 de janeiro | Portuguesa | 3 – 1 | Mirassol | Canindé |
| 17h          |            |       |          |         |

| 8 de janeiro | Grêmio | 3 – 1 | Matsubara | José Maria Campos Maia |
| 19h30        |        |       |           |                        |

| 10 de janeiro | Portuguesa | 2 – 1 | Matsubara | Canindé |
| 15h30         |            |       |           |         |

| 10 de janeiro | Mirassol | 2 – 1 | Grêmio | José Maria Campos Maia |
| 20h30         |          |       |        |                        |

| 12 de janeiro | Portuguesa | 1 – 2 | Grêmio | Canindé |
| 15h30         |            |       |        |         |

| 12 de janeiro | Matsubara | 1 – 1 | Mirassol | José Maria Campos Maia |
| 20h           |           |       |          |                        |

## Segunda fase

### Grupo I
| Time          | Pts | J | V | E | D | GP | GS | SG |
| ------------- | --- | - | - | - | - | -- | -- | -- |
| São Paulo     | 6   | 3 | 3 | 0 | 0 | 11 | 5  | +6 |
| Internacional | 4   | 3 | 2 | 0 | 1 | 4  | 5  | -1 |
| Flamengo      | 2   | 3 | 1 | 0 | 2 | 4  | 6  | -2 |
| Caxias        | 0   | 3 | 0 | 0 | 3 | 2  | 5  | -3 |

| 14 de janeiro | São Paulo | 5 – 2 | Internacional | Nicolau Alayon |
| 14h           |           |       |               |                |

| 14 de janeiro | Caxias | 1 – 2 | Flamengo | Vila Belmiro |
| 16h           |        |       |          |              |

| 16 de janeiro | São Paulo | 4 – 2 | Flamengo | Nicolau Alayon |
| 16h           |           |       |          |                |

| 16 de janeiro | Internacional | 1 – 0 | Caxias | Pacaembu |
| 19h15         |               |       |        |          |

| 18 de janeiro | São Paulo | 2 – 1 | Caxias | Nicolau Alayon |
| 14h           |           |       |        |                |

| 18 de janeiro | Flamengo | 0 – 1 | Internacional | Vila Belmiro |
| 19h           |          |       |               |              |

### Grupo J
| Time      | Pts | J | V | E | D | GP | GS | SG |
| --------- | --- | - | - | - | - | -- | -- | -- |
| Londrina  | 6   | 3 | 3 | 0 | 0 | 6  | 3  | +3 |
| Guarani   | 4   | 3 | 2 | 0 | 1 | 7  | 3  | +4 |
| Palmeiras | 2   | 3 | 1 | 0 | 2 | 6  | 4  | +2 |
| Sport     | 0   | 3 | 0 | 0 | 3 | 3  | 12 | -9 |

| 14 de janeiro | Palmeiras | 5 – 1 | Sport | Palestra Itália |
| 15h           |           |       |       |                 |

| 14 de janeiro | Londrina | 2 – 1 | Guarani | Bruno José Daniel |
| 19h30         |          |       |         |                   |

| 16 de janeiro | Palmeiras | 1 – 2 | Guarani | Estádio Palestra Itália, São Paulo |
| 17h           |           |       |         |                                    |

| 16 de janeiro | Sport | 2 – 3 | Londrina | Bruno José Daniel |
| 20H15         |       |       |          |                   |

| 18 de janeiro | Palmeiras | 0 – 1 | Londrina | Estádio Palestra Itália, São Paulo |
| 17H15         |           |       |          |                                    |

| 18 de janeiro | Guarani | 4 – 0 | Sport | Bruno José Daniel |
| 19h           |         |       |       |                   |

### Grupo K
| Time        | Pts | J | V | E | D | GP | GS | SG |
| ----------- | --- | - | - | - | - | -- | -- | -- |
| Corinthians | 5   | 3 | 2 | 1 | 0 | 4  | 2  | +2 |
| Vitória     | 3   | 3 | 1 | 1 | 1 | 2  | 1  | +1 |
| Portuguesa  | 3   | 3 | 1 | 1 | 1 | 5  | 4  | +1 |
| Bahia       | 1   | 3 | 0 | 1 | 2 | 0  | 4  | -4 |

| 14 de janeiro | Corinthians | 1 – 0 | Bahia | Arena Corinthans |
| 19h           |             |       |       |                  |

| 14 de janeiro | Portuguesa | 0 – 2 | Vitória | Canindé |
| 19h15         |            |       |         |         |

| 16 de janeiro | Corinthians | 2 – 2 | Portuguesa | Pacaembu |
| 16h           |             |       |            |          |

| 16 de janeiro | Vitória | 0 – 0 | Bahia | Pacaembu |
| 20h30         |         |       |       |          |

| 18 de janeiro | Corinthians | 1 – 0 | Vitória | Arena Corinthans |
| 20h           |             |       |         |                  |

| 18 de janeiro | Bahia | 0 – 3 | Portuguesa | Canindé |
| 20h           |       |       |            |         |

### Grupo L
| Time        | Pts | J | V | E | D | GP | GS | SG |
| ----------- | --- | - | - | - | - | -- | -- | -- |
| Juventude   | 4   | 3 | 1 | 2 | 0 | 2  | 1  | +1 |
| Grêmio      | 3   | 3 | 1 | 1 | 1 | 2  | 2  | 0  |
| Nacional-SP | 3   | 3 | 0 | 3 | 0 | 2  | 2  | 0  |
| Juventus-SP | 2   | 3 | 0 | 2 | 1 | 2  | 3  | -1 |

| 14 de janeiro | Juventus-SP | 0 – 0 | Juventude | Javari |
| 11h           |             |       |           |        |

| 14 de janeiro | Nacional-SP | 0 – 0 | Grêmio | Javari |
| 16h           |             |       |        |        |

| 16 de janeiro | Juventus-SP | 1 – 1 | Nacional-SP | Pacaembu |
| 11h           |             |       |             |          |

| 16 de janeiro | Grêmio | 0 – 1 | Juventude | Pacaembu |
| 13h30         |        |       |           |          |

| 18 de janeiro | Juventus-SP | 1 – 2 | Grêmio | Javari |
| 11h           |             |       |        |        |

| 18 de janeiro | Juventude | 1 – 1 | Nacional-SP | Javari |
| 15h           |           |       |             |        |

## Fase final

### Tabela
|  | Quartas de final      | Quartas de final |               |                | Semifinais     | Semifinais     |  |  | Final | Final |
|  |                       |                  |               |                |                |                |  |  |       |       |
|  |                       |                  |               |                |                |                |  |  |       |       |
|  |                       |                  |               |                |                |                |  |  |       |       |
|  | São Paulo             | 2                |               |                |                |                |  |  |       |       |
|  | São Paulo             | 2                |               |                |                |                |  |  |       |       |
|  | Vitória               | 0                |               |                |                |                |  |  |       |       |
|  | Vitória               | 0                | São Paulo     | 2              |                |                |  |  |       |       |
|  |                       |                  | São Paulo     | 2              |                |                |  |  |       |       |
|  |                       | Internacional    | 0             |                |                |                |  |  |       |       |
|  | Corinthians           | Internacional    | 0             | 0              |                |                |  |  |       |       |
|  | Corinthians           |                  |               | 0              |                |                |  |  |       |       |
|  | Internacional (prorr) | 1                |               |                |                |                |  |  |       |       |
|  | Internacional (prorr) | 1                | São Paulo     | 1 (0)          |                |                |  |  |       |       |
|  |                       |                  | São Paulo     | 1 (0)          |                |                |  |  |       |       |
|  |                       | Guarani (pen)    | 1 (3)         |                |                |                |  |  |       |       |
|  | Juventude             | Guarani (pen)    | 1 (3)         | 0 (2)          |                |                |  |  |       |       |
|  | Juventude             |                  |               | 0 (2)          |                |                |  |  |       |       |
|  | Guarani (pen)         | 0 (3)            |               |                |                |                |  |  |       |       |
|  | Guarani (pen)         | 0 (3)            | Guarani (pen) | 1 (4)          | Terceiro lugar | Terceiro lugar |  |  |       |       |
|  |                       |                  | Guarani (pen) | 1 (4)          | Terceiro lugar | Terceiro lugar |  |  |       |       |
|  |                       | Londrina         | 1 (1)         |                |                |                |  |  |       |       |
|  | Londrina              | Londrina         | 1 (1)         | 1              | Internacional  | 1 (3)          |  |  |       |       |
|  | Londrina              |                  |               | 1              | Internacional  | 1 (3)          |  |  |       |       |
|  | Grêmio                | 0                |               | Londrina (pen) | 1 (1)          |                |  |  |       |       |
|  | Grêmio                | 0                |               |                | 1 (1)          |                |  |  |       |       |
|  |                       |                  |               |                |                |                |  |  |       |       |
|  |                       |                  |               |                |                |                |  |  |       |       |

### Quartas-de-final
| 20 de janeiro | Londrina | 1 – 0 | Grêmio | Javari |
| 11h           |          |       |        |        |

| 20 de janeiro | Juventude | 0 – 0 | Guarani | Nicolau Alayon |
| 16h           |           |       |         |                |

|  |       | Penalidades |
|  | 2 – 3 |             |

| 20 de janeiro | Corinthians | 0 – 1 | Internacional       | Estádio do Canindé, São Paulo |
| 19h           |             |       | Itamar 107' (prorr) | Árbitro: João Paulo Araújo    |

| 20 de janeiro | São Paulo                   | 2 – 0 | Vitória | Estádio do Pacaembu, São Paulo |
| 21h           | Guilherme 78' · Jamelli 86' |       |         |                                |

### Semi-final
| 22 de janeiro | Guarani    | 1 – 1     | Londrina           | Estádio Palestra Itália, São Paulo |
| 17:00         | Luizão 78' | Relatório | Luciano Araújo 36' | Árbitro: Paulo Roberto Garbe       |

|                                      |       | Penalidades |  |
| Marquinhos André Luís Alberto Rubens | 4 – 1 | Fábio       |  |

| 22 de janeiro | São Paulo | 2 – 0 | Internacional | Estádio do Pacaembu, São Paulo |
| 18:00         |           |       |               |                                |

### Disputa do 3º lugar
| 25 de janeiro | Londrina | 1 – 1 | Internacional | Pacaembu |
| 09h30         |          |       |               |          |

|  |       | Penalidades |
|  | 1 – 3 |             |

### Final
| 25 de janeiro | São Paulo         | 1 – 1 | Guarani            | Estádio do Pacaembu, São Paulo          |
|               | Jamelli 52' (pen) |       | Rubens 85' (falta) | Árbitro: Ulisses Tavares da Silva Filho |

|                     |       | Penalidades                  |  |
| Jamelli Nem Douglas | 0 – 3 | André Luis Carlinhos Alberto |  |

- São Paulo: Rogério Ceni; Pavão, Nem, Sérgio Baresi e Marcelo Adriano; Mona, Pereira e Jamelli, Catê , Guilherme (Caio) e Toninho (Douglas). Técnico: Muricy Ramalho
- Guarani: Pitarelli; Alberto, Carlinhos, Helton (Rubens) e Marquinhos; Da Silva, André Luís e André Goiano (Júlio César) e Andreir; Mauricinho  e Luizão (Luis Carlos). Técnico: Pupo Gimenez

## Premiação
| Copa São Paulo de Futebol Júnior de 1994 |
| São Paulo                                |
| ---------------------------------------- |
| GUARANI Campeão (1º título)              |